# Dusona tepaneca
Dusona tepaneca är en stekelart som först beskrevs av Cresson 1874.  Dusona tepaneca ingår i släktet Dusona och familjen brokparasitsteklar. Inga underarter finns listade i Catalogue of Life.